# Muro de Antonino
El Muro de Antonino (también llamado Muro Antonino o Muralla de Antonino) es una antigua construcción defensiva de la isla de Gran Bretaña, erigida por Quinto Lolio Úrbico, gobernador de Britania, por mandato del emperador romano Antonino Pío entre los años 140-142, a unos 160 km al norte de su antecesora, la muralla de Adriano. Se extendía 58 km desde el estuario de Forth, en la costa oriental de la isla sobre el mar del Norte, hasta el golfo de Clyde, en la costa occidental sobre el mar de Irlanda, a lo largo de la línea de los antiguos fuertes construidos por Cneo Julio Agrícola. Fue inscrita en la lista de Patrimonio de la Humanidad en 2008 como parte de las "Fronteras del Imperio Romano".

## Historia

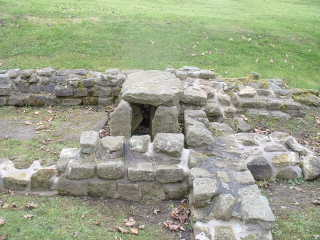
Resto de un fuerte romano del Muro Antonino en Barr Hill.

El motivo de la creación de este limes fortificado fue adelantar las posiciones defensivas romanas, al considerar que la provincia de Britania era casi segura, para intentar garantizar su defensa, y de paso someter a los nativos hostiles que vivían entre ambas murallas, en las tierras bajas de la Caledonia meridional. Estas comunidades de  pictos o celtas, constituían una importante amenaza por su bravura inquebrantable y hostilidad, ante lo cual, en sus tierras bajas, fueron asoladas a la costumbre romana, y  algunos de sus habitantes apresados y deportados a Germania como esclavos. A pesar de ello y del indiscutible poderío del imperio, resulta necesario destacar que: "ningún contingente militar de Roma logró jamás sobrepasar este límite de Antonino, para llegar a conquistar las Highlands de los Pictos o Celtas." Incluso por otras varias cuestiones políticas y logísticas, por las temerarias y periódicas hordas de ataque autóctonas a su manera de guerrilla, los expedicionarios romanos quedaron replegados definitivamente a la anterior muralla de Adriano, siendo acosados incesantemente, y con las construcciones de vigilancia y del fuerte mayormente de madera susceptibles al fuego, hasta el total abandono de Britania en el 410.
Entre algunas de las más temerarias figuras injustamente desestimadas por la historia, frecuentemente por falta de detalles, o de forma intencional en los registros escritos romanos, se encuentran las destacadas guerreras celtas Boudica, y Scáthach, quienes como tantas otras mujeres de su cultura, combatían fieramente junto a los hombres.   
La muralla de Antonino no era tan sólida como la de Adriano, ya que estaba formada por un muro de turba y tierra apisonada en lugar de piedra, aunque tenía un foso mayor que la primera y contaba además con 19 fuertes y un sendero militar en su parte meridional. Sin embargo, la fortificación se abandonó tras el fallecimiento del emperador Antonino Pío, hacia 162, y sufriendo continuas bajas en su ejército, avanzaron progresivamente los pictos desde el norte, descendiendo a contraatacar reiteradamente con mayor profundidad. A la muerte del emperador Cómodo, posiblemente en el año 196 o 197, cuando el gobernador Clodio Albino retiró parte de su guarnición al proclamarse emperador, y desplazarse para afianzar Lugdunum (la actual Lyon), los antiguos nativos Celtas del norte protagonizaron un devastador ataque sobre las fronteras romanas en la isla, lo que llevó en 208 al emperador Septimio Severo a restablecer legiones en el muro de Antonino, ordenando además operaciones de reparación de la muralla, por lo que en ocasiones es citado como "muro de Septimio Severo", aunque terminó resultando posteriormente en una barrera infructuosa contra los aguerridos locales.

## Principales fuertes

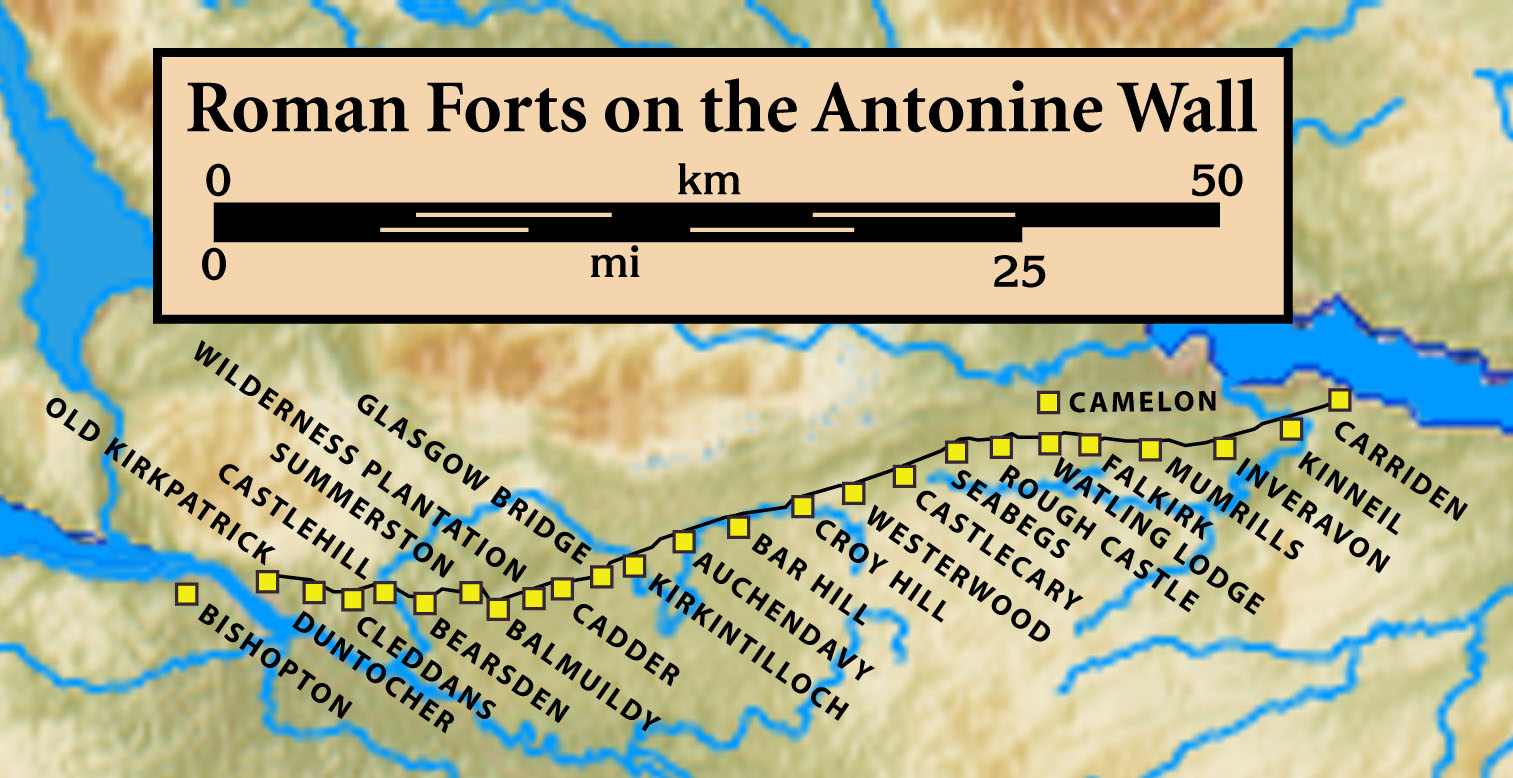
El Muro de Antonino y los fuertes de defensa.

Al igual que el Muro de Adriano, el de Antonino estaba jalonado a intervalos regulares por fuertes para alojar a la guarnición encargada de la vigilancia y defensa de la frontera, destacando los siguientes:

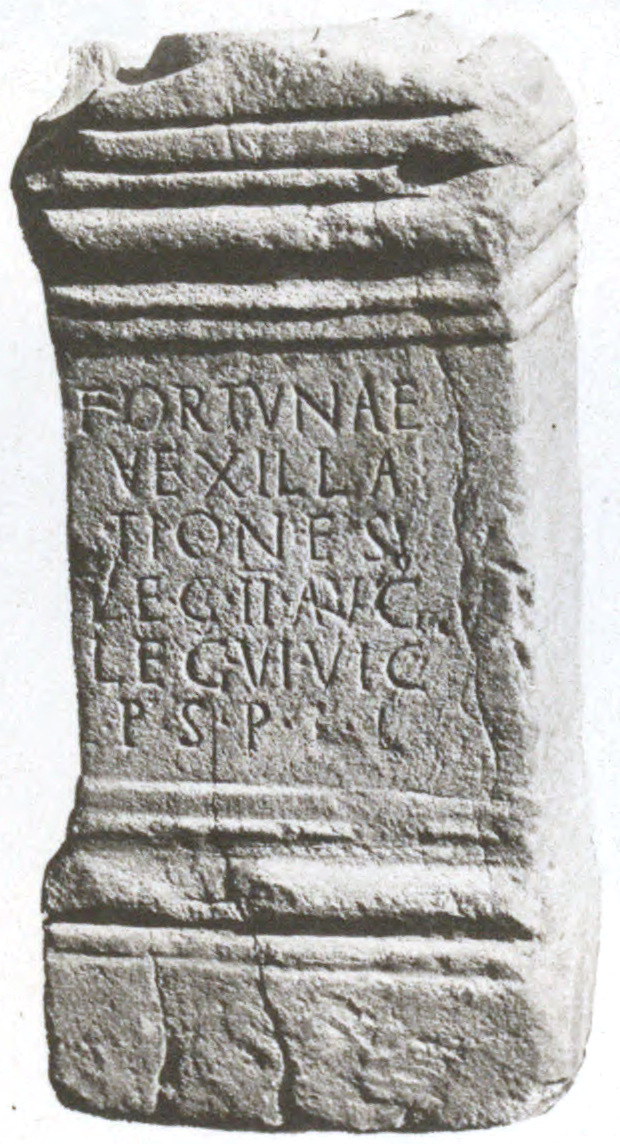
Altar dedicado a la Fortuna en el castellum Castlecary por una vexillatio de las Legiones II Augusta y VI Victrix.

- Bar Hill Fort
- Bearsden Bath House
- Castlecary
- Croy Hill
- Dullatur
- Rough Castle
- Seabegs Wood
- Watling Lodge
- Westerwood
- Cumbernauld

## Patrimonio de la Humanidad
La nominación de Muro de Antonino por el gobierno británico para ser declarado Patrimonio de la Humanidad ante la Unesco se produjo oficialmente por primera vez en 2003.  Fue respaldado por el gobierno escocés en 2005 y por Patricia Ferguson, Ministra de Cultura de Escocia en 2006. Se convirtió en la nominación oficial del Reino Unido a finales de enero de 2007, y los miembros del Parlamento Escocés fueron llamados a apoyar la candidatura en mayo de 2007. El Muro de Antonino fue inscrito como extensión de la ya existente "Fronteras del Imperio Romano" en 7 de julio de 2008, que abarcan también el Muro de Adriano, declarado Patrimonio de la Humanidad en 1987 y el Limes de la Alta Germania-Retia (2005) en Alemania.

Posición del muro de Antonino respecto al de Adriano.